# AVN (잡지)

어덜트 비디오 뉴스(Adult Video News)는 성인 비디오 산업을 다루는 미국 업계지이다. 1983년 펜실베이니아주의 필라델피아에서 창간했으며, 1987년 캘리포니아주의 샌퍼낸도밸리로 본사를 이전하였다.
뉴욕 타임스는 이 잡지에 대해 포르노 영화업계의 빌보드에 상당하는 것이라고 특필하고 있다. 성인 산업에 대한 상여금을 목적으로 한 대회를 네바다의 라스베가스에서 매년에 걸쳐 개최하고 있다.(AVN 상) 성인업계의 영화 및 비디오 뉴스를 평가하고 있다.